# Termination Bliss
Termination Bliss è il secondo album della industrial metal band svedese Deathstars, pubblicato dalla Nuclear Blast nel 2006.

## Tracce
1. Tongues – 3:45
2. Blitzkrieg Boom – 4:04
3. Motherzone – 4:06
4. Cyanide – 3:55
5. The Greatest Fight on Earth – 3:53
6. Play God – 4:09
7. Trinity Fields – 4:22
8. The Last Ammunition – 4:07
9. Virtue to Vice – 3:42
10. Death in Vogue – 4:15
11. Termination Bliss – 3:43
12. Termination Bliss (Piano Remix) (Nell'edizione limitata) – 3:12
13. Blitzkrieg (Driven on Remix) (Nell'edizione limitata) – 5:19

## Formazione
- Whiplasher Bernadotte - voce
- Nightmare Industries - chitarra e tastiere
- Bone W Machine - batteria
- Skinny - basso e voce secondaria
- Ann Ekberg - voce femminile